# Oxira descripta
Oxira descripta là một loài bướm đêm trong họ Noctuidae.